# Die Venus von Venedig
Die Venus von Venedig (Originaltitel: Venus of Venice) ist eine US-amerikanische Stummfilmkomödie aus dem Jahr 1927 von Marshall Neilan mit Constance Talmadge und Antonio Moreno in den Hauptrollen. Den Verleih übernahm First National.

## Handlung
Bei einer vornehmen Hochzeit in Venedig rauben Carlotta und Marco, als blinder Bettler verkleidet, den Bräutigam und den Vater der Braut aus, während Carlotta eine Ohnmacht vortäuscht und Verwirrung stiftet. Carlotta versucht, der Polizei zu entkommen und landet in der Gondel des amerikanischen Künstlers Kenneth Wilson. Kenneth glaubt, dass Carlotta besserbar ist, und will sich für sie einsetzen, doch sie bleibt unter Marcos Einfluss. Sie planen, Kenneths Wertsachen zu stehlen, können die Tat jedoch nicht ausführen. 
Carlotta lernt Jean, die Verlobte des Künstlers, kennen, die überraschend zu Besuch kommt. Ein Journalist, der sich für einen großen Liebhaber hält, macht Carlotta Avancen, denen sie ausweicht, indem sie in den Canal Grande springt. Sie überlistet ihre Verfolger, indem sie sich prachtvoll verkleidet. Während des venezianischen Karnevals werden Carlotta und Marco identifiziert und durchsucht, als Jeans Perlen gestohlen werden. Später identifiziert Carlotta Marco als den Dieb. Kenneth, der von seiner Verlobten abgewiesen wurde, gewinnt Carlottas Liebe.

## Hintergrund
William Cameron Menzies oblag die künstlerische Leitung.
Das Filmarchiv im George Eastman House besitzt eine Kopie des Films, wobei eine der sieben Filmrollen (Rolle 3) fehlt.

## Veröffentlichung
Die Premiere des Films fand am 20. März 1927 statt. Noch im gleichen Jahr kam er im Deutschen Reich in die Kinos.